# Zabok
Zabok je město v chorvatském Záhoří, administrativně součást Krapinsko-zagorské župy. Současným starostou města je Ivan Hanžek (Sociálně demokratická strana Chorvatska). V roce 2011 ve městě žilo dle místního sčítání lidu 2 714 obyvatel, v celé jeho občině pak žilo 8 994 obyvatel. Město se nachází na hlavních dopravních tazích v regionu, které spojují město Záhřeb se slovinským Mariborem. Vzniklo na soutoku řek Krapina a Krapinica. V jeho blízkosti prochází dálnice A2 a železniční trať Zaprešić–Čakovec.
První písemná zmínka o městě pochází z roku 1335. Název města, který pochází ze stejné doby, odkazuje na ohyb řeky. Místní kostel byl budován v letech 1782 až 1805. 